# 소련의 공화국의 국기
소련의 공화국의 국기는 소련을 구성했던 15개 공화국이 사용했던 국기이다. 모두 소련의 국기에 그려진 빨강 바탕에 낫과 망치를 사용한 기에 붉은 별과 줄을 넣는 등 약간의 변형만 더해졌다. (단, 벨라루스 소비에트 사회주의 공화국의 기는 낫과 망치 문양을 제외하면 현재의 기와 같다.) 역사적으로 변동이 있었으며, 여기에 예를 든 것들은 1991년 소련의 붕괴 직전의 국기이다. 소련 해체 후에 유럽 쪽의 공화국들이 소련 합병 직전에 사용했던 고유의 기를 해체 전후로 즉각 부활시킨 데 비하여, 중앙아시아 쪽의 공화국들은 독자적인 기를 새로 제정하기까지 해체 후에도 한동안 옛 소비에트 기를 사용하고 있었다가 1992년을 기점으로 모두 교체하였다. 현재 사실상 몰도바에서 독립한 국가인 트란스니스트리아는 유일하게 옛 몰도바 소비에트 공화국의 국기와 문장을 계속 사용하고 있다.

## 국기 목록
| 러시아 소비에트 연방 사회주의 공화국의 국기 | 그루지야 소비에트 사회주의 공화국의 국기     | 라트비아 소비에트 사회주의 공화국의 국기   |
| 리투아니아 소비에트 사회주의 공화국의 국기  | 몰도바 소비에트 사회주의 공화국의 국기       | 벨로루시 소비에트 사회주의 공화국의 국기   |
| 아르메니아 소비에트 사회주의 공화국의 국기  | 아제르바이잔 소비에트 사회주의 공화국의 국기 | 에스토니아 소비에트 사회주의 공화국의 국기 |
| 우즈베크 소비에트 사회주의 공화국의 국기    | 우크라이나 소비에트 사회주의 공화국의 국기   | 카자흐 소비에트 사회주의 공화국의 국기     |
| 키르기스 소비에트 사회주의 공화국의 국기    | 타지크 소비에트 사회주의 공화국의 국기       | 투르크멘 소비에트 사회주의 공화국의 국기   |

각 공화국 내의 자치 공화국들의 기는 거의 쓰이지 않았으며, 소련을 구성하는 공화국의 국기에 자치 공화국의 민족 고유의 언어와 자치 공화국이 속해 있는 공화국의 공용어 표기가 더해진 형태였다.

### 단명한 공화국
| 부하라 소비에트 사회주의 공화국의 국기 | 자캅카스 사회주의 연방 소비에트 공화국의 국기 | 카렐리야-핀란드 소비에트 사회주의 공화국의 국기 |
| 화레즘 소비에트 사회주의 공화국의 국기 | 투바 인민공화국의 국기                        |                                                 |

## 같이 보기
- 소련의 국기
- 소련